# NGC 5109
NGC 5109 este o low-surface-brightness galaxy⁠(d) situată în constelația Ursa Mare. A fost descoperită în 24 aprilie 1789 de către William Herschel. Se află la o distanță de 22,91 de megaparseci de Pământ.